# Indipendenti (partito politico)
Gli Indipendenti (in ceco: Nezávislí) sono un movimento politico-elettorale ceco che raggruppa personalità non riconducibili ad alcun specifico partito politico o che appartengono a formazioni minoritarie. Fondato nel 1994 come Associazione degli Indipendenti di Praga (Sdružení pražských nezávislých), fu ridenominato nel 1995.
Ottenne due seggi in occasione delle elezioni europee del 2004: furono eletti Jana Bobošíková (che nel 2006 fondò il movimento Politika 21) e Vladimír Železný (che nel 2005 dette vita ai "Democratici Indipendenti", Nezávislí demokraté).
Alle europee del 2009 si fermò allo 0,54%: Politika 21 dette vita alla lista Sovranità, che raccolse il 3,64%; i Democratici Indipendenti furono parte del cartello Libertas, cui andò lo 0,94%.

## Risultati
| Elezione          | Voti                        | %                           | Seggi   |
| ----------------- | --------------------------- | --------------------------- | ------- |
| Parlamentari 1996 | 30.125                      | 0,50                        | 0 / 200 |
| Parlamentari 1998 | 51.981                      | 0,87                        | 0 / 200 |
| Parlamentari 2002 | In Via del Cambiamento (CZ) | In Via del Cambiamento (CZ) | 0 / 200 |
| Europee 2004      | 191.025                     | 8,19                        | 2 / 24  |
| Parlamentari 2006 | 33.030                      | 0,62                        | 0 / 200 |
| Europee 2009      | 12.824                      | 0,54                        | 0 / 22  |